# Cécile Hennion
Cécile Hennion, née en 1951, est une journaliste, grand reporter, correspondante de guerre, et écrivaine française, autrice de récits d'actualité.

## Biographie
Elle est journaliste et grand reporter au sein de la rédaction du journal Le Monde depuis 2004,, spécialiste du proche-Orient, dont elle couvre les principaux conflits. Elle est correspondante à Beyrouth de 2009 à 2013.
En 2005, elle publie un premier récit Ya Benti ! Ma fille ! Itinéraires d'une jeune reporter en terres d'Islam, dans lequel elle raconte son parcours et son expérience.
En 2019, elle publie Le fil de nos vies brisées, Portraits de Syriens en exil, aux éditions Anne Carrière, qui remporte le Prix Joseph Kessel et le Prix Hervé Ghesquière la même année. Elle y recueille la parole d’habitants d’Alep exilés en Turquie ou en Europe. Seize témoins, dont trois femmes, entre 17 et 55 ans, qu'elle a rencontrés en exil, ne s'étant elle-même jamais rendue à Alep pendant la guerre.
Son livre sert également en 2019 de fil conducteur à l’exposition, Alep-Machine, organisée avec Marie Sumala dans le cadre du Prix Bayeux Calvados-Normandie des correspondants de guerre. 
Elle fait partie du jury du prix littéraire Joseph Kessel en 2020.

## Ouvrages

### Récits
- Le Fil de nos vies brisées, éditions Anne Carrière, 2019, 526 p.  (ISBN 2-84337-879-6)
- Ya benti ! Ma fille ! : Itinéraires d'une jeune reporter en terres d'Islam, éditions Anne Carrière, 2005, 294 p.  (ISBN 2-84337-297-6)